# Johann Illner
Johann Illner (* 8. Dezember 1908 in Sankt Laurenz bei Altheim; † 19. April 1943 in der JVA München-Stadelheim) war ein österreichischer kommunistischer Widerstandskämpfer und Opfer der NS-Justiz.

## Leben

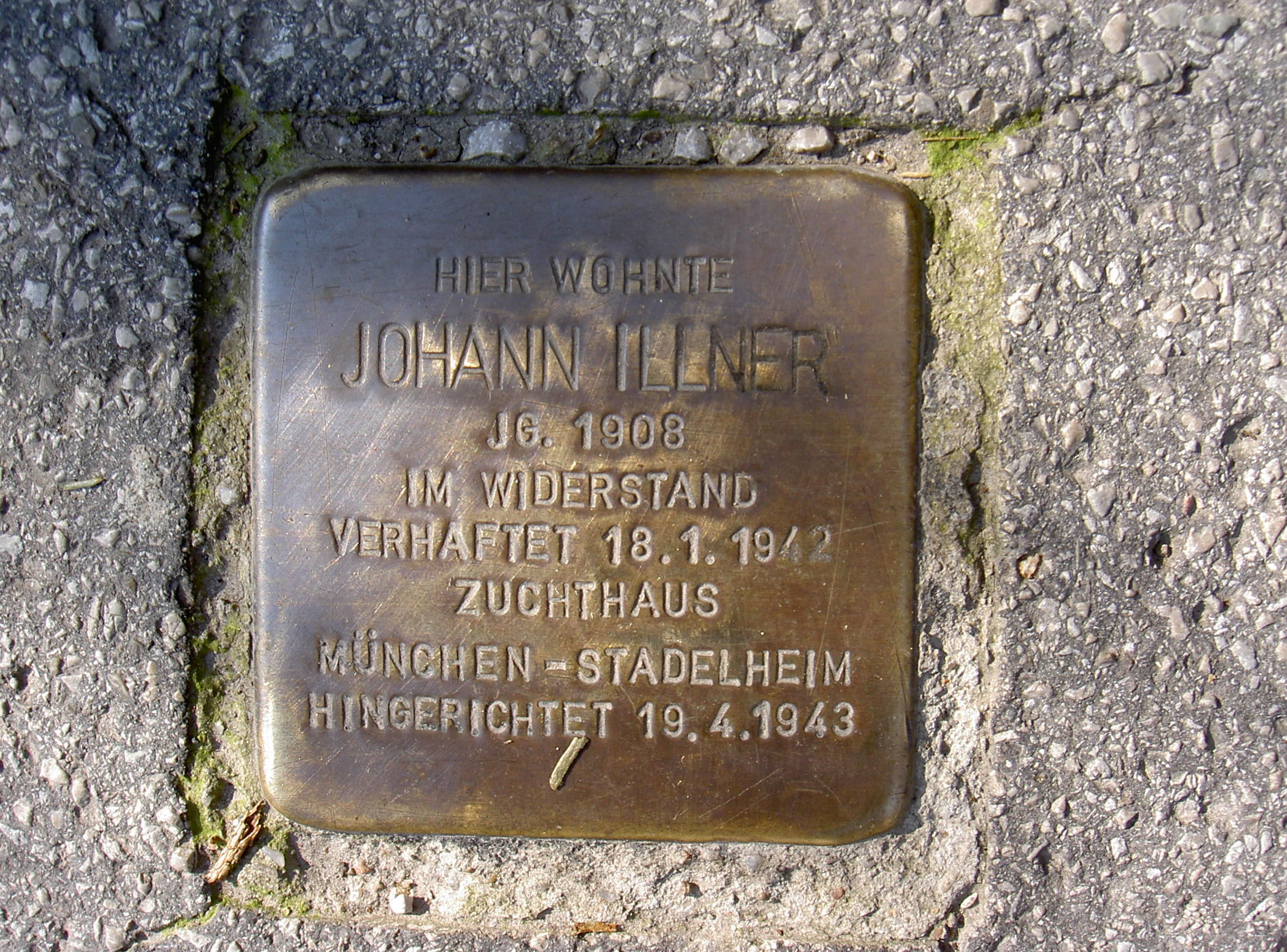
Stolperstein für Johann Illner in der Stauffenstraße 10 in Salzburg-Elisabethvorstadt

Illner war verheiratet, arbeitete seit 1938 im Telegrafenbauamt der Deutschen Reichspost in Salzburg und war NSDAP-Mitglied. An seinem Arbeitsplatz kam er in Kontakt mit Anton Reindl, der Arbeitskollegen für die von Franz Ofner aufgebaute und von Rosa Hofmann weitergeführte illegale kommunistische Widerstandsgruppe der KPÖ zu agitieren versuchte. Illner ließ sich überzeugen, trat der KPÖ bei, wurde Kassierer und leitete eine kommunistische Widerstandszelle.
Anfang 1942 wurden alle sozialistischen und kommunistischen Widerstandsgruppen im Raum Salzburg durch den aus Bayern stammenden Gestapo-Spitzel Josef Kirschner unterwandert und enttarnt. Illner wurde am 18. Januar 1942 von der Gestapo verhaftet. In der Anklageschrift vom 25. August 1942 gegen Illner und seinen Arbeitskollegen Franz Pöttinger heißt es, dass die beiden „in Salzburg fortgesetzt und teils gemeinschaftlich mit anderen das hochverräterische Unternehmen, mit Gewalt ein zum Reiche gehöriges Gebiet [Österreich] vom Reiche loszureißen und mit Gewalt die Verfassung des Reiches zu ändern, vorbereitet haben“.  Illner und Pöttinger wurden am 3. November 1942 vom 2. Senat des Volksgerichtshofes unter Vorsitz von Walter Hartmann im Schwurgerichtssaal des Landesgerichts Salzburg wegen „Vorbereitung zum Hochverrat“ zum Tode verurteilt. In der Prozessakte von Illner und Pöttinger befand sich ein Schreiben des Reichsministeriums für Justiz vom 8. April 1943 mit der Anweisung, dass bei der Verwertung der beiden Leichname das Anatomische Institut der Universität Würzburg zu berücksichtigen sei.

In seinem Abschiedsbrief an seine Ehefrau Elise und seinen Vater schrieb Illner:
„… Leider kann ich nichts mehr gegen diese letzte Entscheidung machen und muss nun von dieser Welt scheiden, ohne mein gestecktes Ziel, für Euch beide endgültig sorgen zu dürfen, erreicht zu haben. Ich glaube zwar, mein Möglichstes getan zu haben und bitte Euch nochmals, mir das Unrecht und Leid, welches ich Euch zugefügt habe, zu verzeihen. […]
Nun zum Abschied nochmals recht viele Grüße und Küsse von Eurem gewesenen Hans. Bleibt recht stark und verlässt einander nicht.
Behüt‘ Euch Gott“
Johann Illner wurde zusammen mit Franz Pöttinger im Gefängnis München-Stadelheim hingerichtet. Sein Vater starb 1947 in Salzburg, seine Ehefrau starb 1985 im Altersheim von Itzling.

## Gedenken
Am 13. Mai 2013 wurde zu seinem Andenken in der Stauffenstraße 10 im Salzburger Stadtteil Elisabeth-Vorstadt ein Stolperstein verlegt.